# Va'a

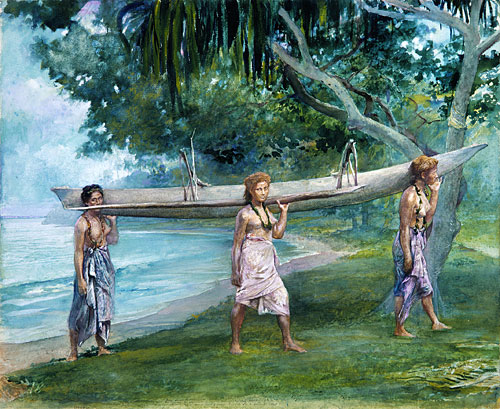
Pintura de John LaFarge de tres mujeres sosteniendo un va'a en Samoa.

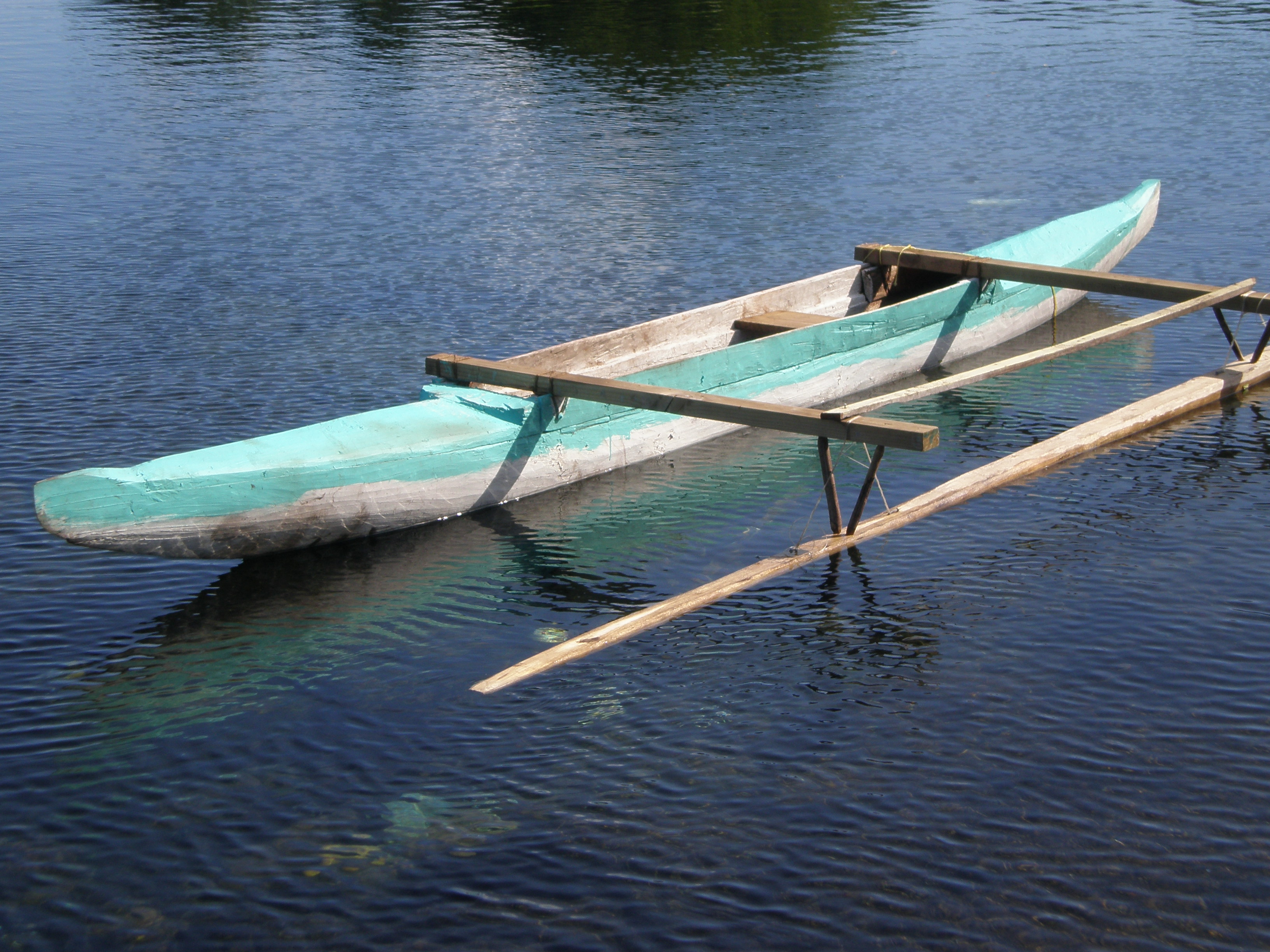
Un va'a en la isla de Savai'i, Samoa

Va'a es la palabra polinesia, más específicamente samoana, hawaiana y tahitiana para referirse a un «bote», «canoa» o «barco». Existe también la expresión «va'a tele» para referirse a una embarcación grande, aunque en Samoa se utiliza también «alia» en lugar de «tele».
La equivalencia en otros idiomas del término es «waka» en maorí y «vaka» en diversas lenguas polinesias.

## Tipos

### Samoa
En Samoa existen diversos tipos de va'a:
- Paopao: Una pequeña canoa pesquera hecha de un solo tronco.
- Va'a-alo: Una pequeña canoa pesquera.
- La'au lima: Canoas que varían de longitud y anchura. Poseen la proa y la popa ligeramente inclinadas hacia arriba, de manera que solo el centro de la canoa descansa sobre el agua. Poseen maderas que balancean el navío, por lo que si son para navegación son más largas.
- 'alia o va'a tele: Era mucho más larga que las demás y consistía de dos canoas, una con más longitud que la otra unidas con varas de madera. Aunque es más difícil de manejar, puede llevar hasta dos va'a a-alo a puerto.

## Va'a en la cultura oceánica
El va'a es un símbolo en la cultura de Oceanía, sobre todo de la Polinesia, la región más reconocida mundialmente del continente. Tal es así, que las carreras de va'a han ingresado en el programa deportivo de los Juegos del Pacífico en 2011, durante la edición de Numea.